# NGC 5661
NGC 5661 is een balkspiraalstelsel in het sterrenbeeld Maagd. Het hemelobject werd op 12 mei 1793 ontdekt door de Duits-Britse astronoom William Herschel.

## Synoniemen
- UGC 9346
- MCG 1-37-23
- ZWG 47.81
- ZW 431
- IRAS 14294+0628
- PGC 51921